# Irissarry
Irissarry é uma comuna francesa na região administrativa da Nova Aquitânia, no departamento dos Pirenéus Atlânticos. Estende-se por uma área de 26,82 km². Em 2010 a comuna tinha 910 habitantes (densidade: 33,9 hab./km²).